# Hossesche Windmühle

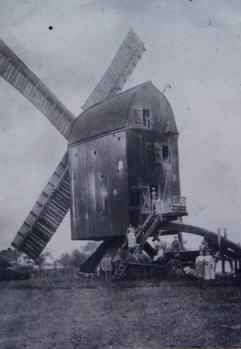
Hossesche Windmühle; Bei den Personen vor der Mühle handelt es sich um den letzten Müller Heinrich Hosse, seine Ehefrau sowie seinen Sohn Walter Hosse.

Die Hossesche Windmühle war eine Windmühle im jetzt zur Stadt Magdeburg gehörenden Stadtteil Westerhüsen.

## Geschichte
Die Mühle wurde 1851 als Bockwindmühle vom Gemeindebäcker Johann Lichtenfeld (* 15. November 1790 im Hof Elmer Straße 4; † 24. Dezember 1853) gebaut. Sie befand sich auf einem zwei Morgen großen Ackerstück mit der Flurbezeichnung Wanne am Holzwege am Weg über die Bahnstrecke Magdeburg–Leipzig von der im Dorf Westerhüsen gelegenen Gaststätte Hambuerger Hof zur heutigen Holsteiner Straße. Bei diesem Weg dürfte es sich um die jetzige Schleswiger Straße handeln. Den Acker hatte Lichtenfeld bereits 1821 von Christian Böckelmann (Kieler Straße 9) gekauft. Die Adresse des später zur Mühle gehörenden Grundstücks an der Hauptstraße lautet heute Alt Westerhüsen 49. Der Bock der Mühle stammte aus Tangerhütte. Am Hausbalken befand sich die Jahreszahl 1819, die sich auf die Vorgeschichte der Windmühle bezog. Bauer Hermann Lichtenfeld holte den Bock per Fuhrwerk nach Westerhüsen. Möglicherweise stammten auch andere Einrichtungsgegenstände der Mühle daher. Der zunächst im Hof Elmener Straße 4 lebende Bauherr Lichtenfeld verstarb jedoch bereits im Dezember 1853.
Nach der Erbauseinandersetzung trat 1857 dann der älteste Sohn Lichtenfelds Christian Lichtenfeld (* 14. Dezember 1832; † 29. Mai 1884) das Erbe an der Mühle an. Das straßenseitige Grundstück Alt Westerhüsen 49 wurde 1857 durch den Stellmacher Friedrich Buchholz bebaut. 1867 wurde die Mühle an Müllermeister Andreas Meißner, wohnhaft Alt Westerhüsen 160, verkauft, der nur kurz Eigentümer blieb. Bereits 1869 verzog Meißner nach Grabow und verkaufte die Mühle an Gottlieb Hosse (* 24. April 1839 in Westerhüsen; † 1894), auf den auch der Name zurückgeht. Hosse hatte bis dahin auf dem Grundstück Alt Westerhüsen 19 gelebt, welches er an Christian Lichtenfeld verkaufte. Stattdessen kaufte Hosse auch das Grundstück Alt Westerhüsen 49. 1890 übernahm der Neffe von Gottlieb Hosse, Heinrich Hosse (* 13. März 1863 in Salbke; † 20. März 1923), Grundstück und Mühle. Er baute die Anlage 1921 zu einer Motormühle um und verwandte dabei auch Bauteile der alten Bockwindmühle. Die Bockwindmühle wurde nach Fertigstellung der Motormühle dann im Februar 1922 als letzte der Westerhüser Windmühlen abgerissen. Die Mühle ruhte ursprünglich auf vier großen roten Quadersteine, die nach dem Abriss an den Magdeburger Bildhauer W. Ahrends verkauft wurden. Einer der Steine wurde 1933 als Adolf-Hitler-Stein auf dem Gelände des Sudenburger Krankenhauses, des heutigen Universitätsklinikum Magdeburg aufgestellt.
In einem Bericht aus der Zeit um 1938 heißt es, dass der frühere Mühlberg noch gut zu erkennen sei.
Von etwa 1946 bis 1975 befand sich auf dem Grundstück die bekannte Spielwarenfertigung des Handwerksmeisters Rolf Funke.